# Nana Meriwether
Nicole Nana Meriwether (n. 24 de mayo de 1985) es una modelo y reina de belleza de los Estados Unidos nacida en Sudáfrica
ganadora del certamen de Miss Maryland USA 2012 y primera finalista de Miss USA 2012. 
Al Olivia Culpo, ganadora original del certamen Miss USA 2012 obtener el título de Miss Universo 2012, Meriwether se convirtió en la nueva Miss USA 2012.

## Vida personal
Nació en Pretoria, Sudáfrica, cuando sus padres realizaban trabajo voluntario. Se crio en Potomac, Maryland, donde se graduó de la escuela Sidwell Friends en el 2003. Asistió a la Universidad Duke un semestre, donde su padre Delano Meriwether había sido el primer estudiante afroamericano de Medicina. Luego se trasladó a UCLA en 2004, donde se graduó y fue dos veces nombrada  All-American en el deporte de voleibol. Luego comenzó la escuela de postgrado en la USC. Previamente participó en el concurso Miss California USA (2008-2011), donde logró llegar hasta el puesto de primera finalista. Meriwether también es cofundadora de la Fundación Meriwether, una organización internacional sin fines de lucro que organiza y apoya a orfanatos, escuelas, clínicas rurales y comunitarias y proyectos agrícolas en el Sur de África, esta cofundó la organización, según el sitio web de Miss Maryland USA, inspirado en la obra similar a la que sus padres habían hecho en la década de 1980.